# Floppycube

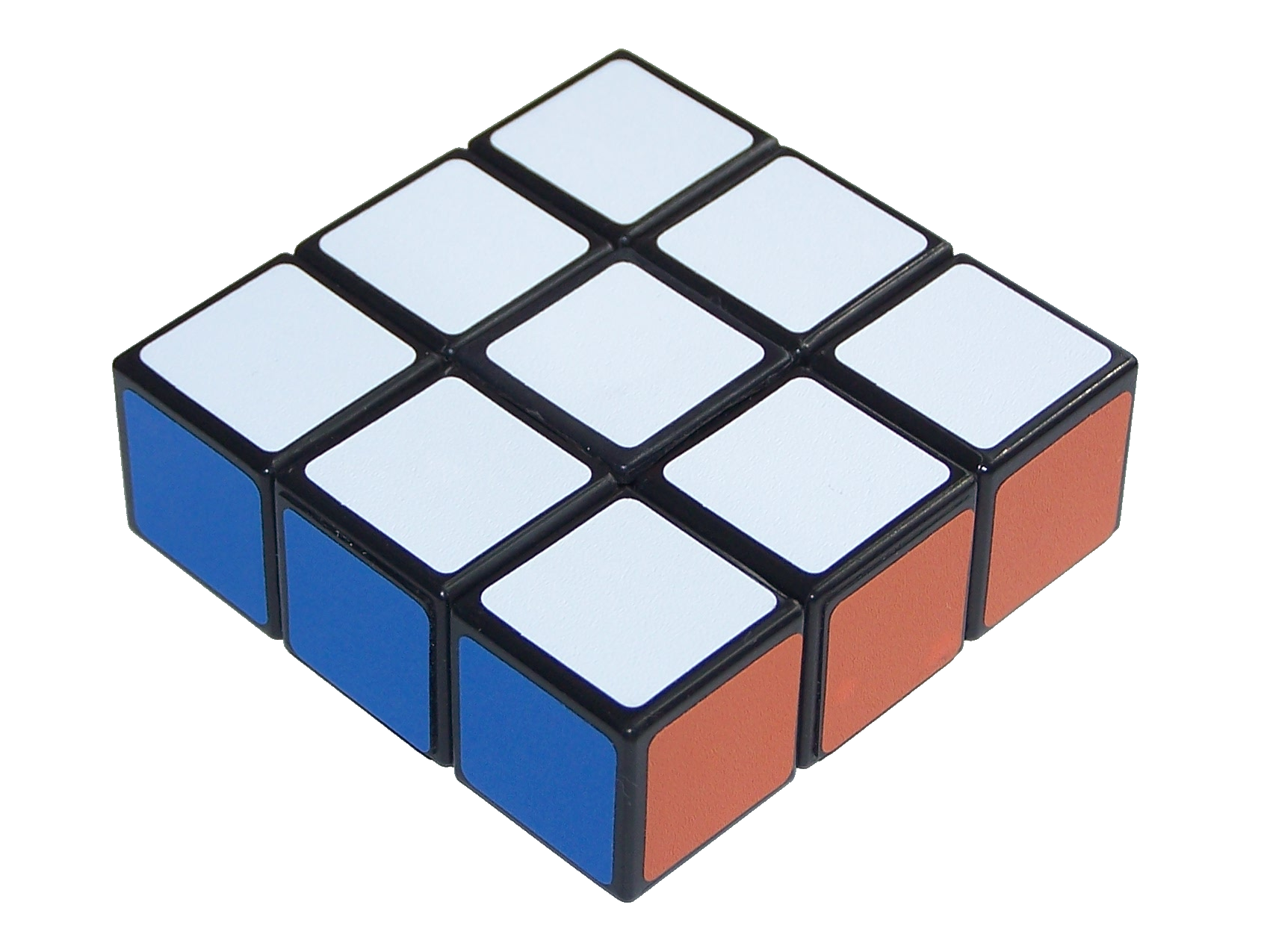
Floppycube im gelösten Zustand

Der Floppycube ist ein Drehpuzzle, das dem Zauberwürfel ähnelt. Nur dass er nicht von der Größe 3×3×3 ist, sondern nur 3×3×1. Damit ist er quaderförmig.

## Spielweise / Lösungen

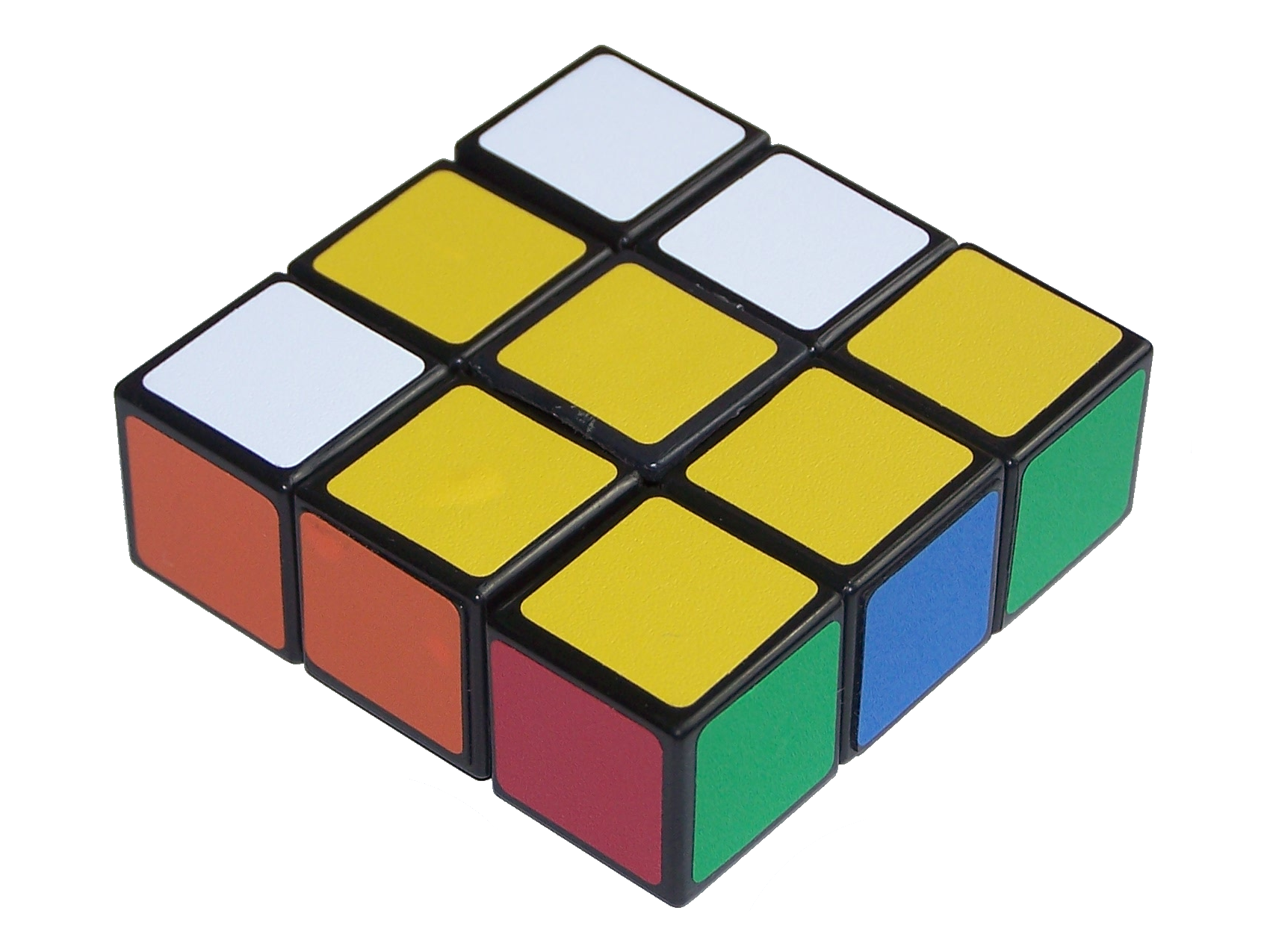
Floppycube im verdrehten Zustand

Genauso wie der klassische Zauberwürfel hat der Floppycube sechs Seiten, die im gelösten Zustand die gleiche Farbe haben. Ziel ist es daher, einen beliebig verdrehten Floppycube wieder so zu drehen, dass jede Seite nur Sticker hat, die alle dieselbe Farbe haben.
Aufgrund seiner Mechanik sind nur 180°-Drehungen der vorderen, der hinteren der rechten und der linken Seite möglich (wenn man den Floppycube so vor sich hält wie es auf dem gelöst-Bild dargestellt ist). Daraus folgt, dass es unmöglich ist, eine Seite nur um 90° zu drehen und dann die weggedrehten Ecksteine einfach zu kippen. Es ist ebenfalls nicht möglich, zwei seitliche Ebenen um 90° zu drehen und dann die freiliegenden Kanten einzeln zu drehen.
Um die Zugfolgen kompakt festhalten zu können, gibt es eine Notation für den Floppycube. F steht für die 180°-Drehung der vorderen Seite (für englisch front), B steht für die 180°-Drehung der hinteren Seite (für englisch back), R steht für die 180°-Drehung der rechten Seite (für englisch right) und L steht für die 180°-Drehung der linken Seite (für englisch left). Eine 180°-Drehung der Seite zwischen der rechten und der linken wird mit M (für middle layer) abgekürzt, die 180°-Drehung der Seite zwischen der vorderen und der hinteren mit S (für standing layer).
Der Floppycube gehört zu den am einfachsten zu lösenden Drehpuzzles. Oft kann man schon durch zielloses Drehen das Spielzeug lösen. Eine der verbreitetsten Techniken ist es dagegen, erst einen korrekten 2×2×1er Block zu bauen und dann die anderen zwei Seiten einfach so lange abwechselnd zu drehen, bis der Quader gelöst ist.
Da der Floppycube keine Disziplin bei offiziellen Speedcubing-Wettbewerben ist, existiert auch kein offizieller Würfelschnelllösen-Rekord für dieses Drehpuzzle.

## Mechanik

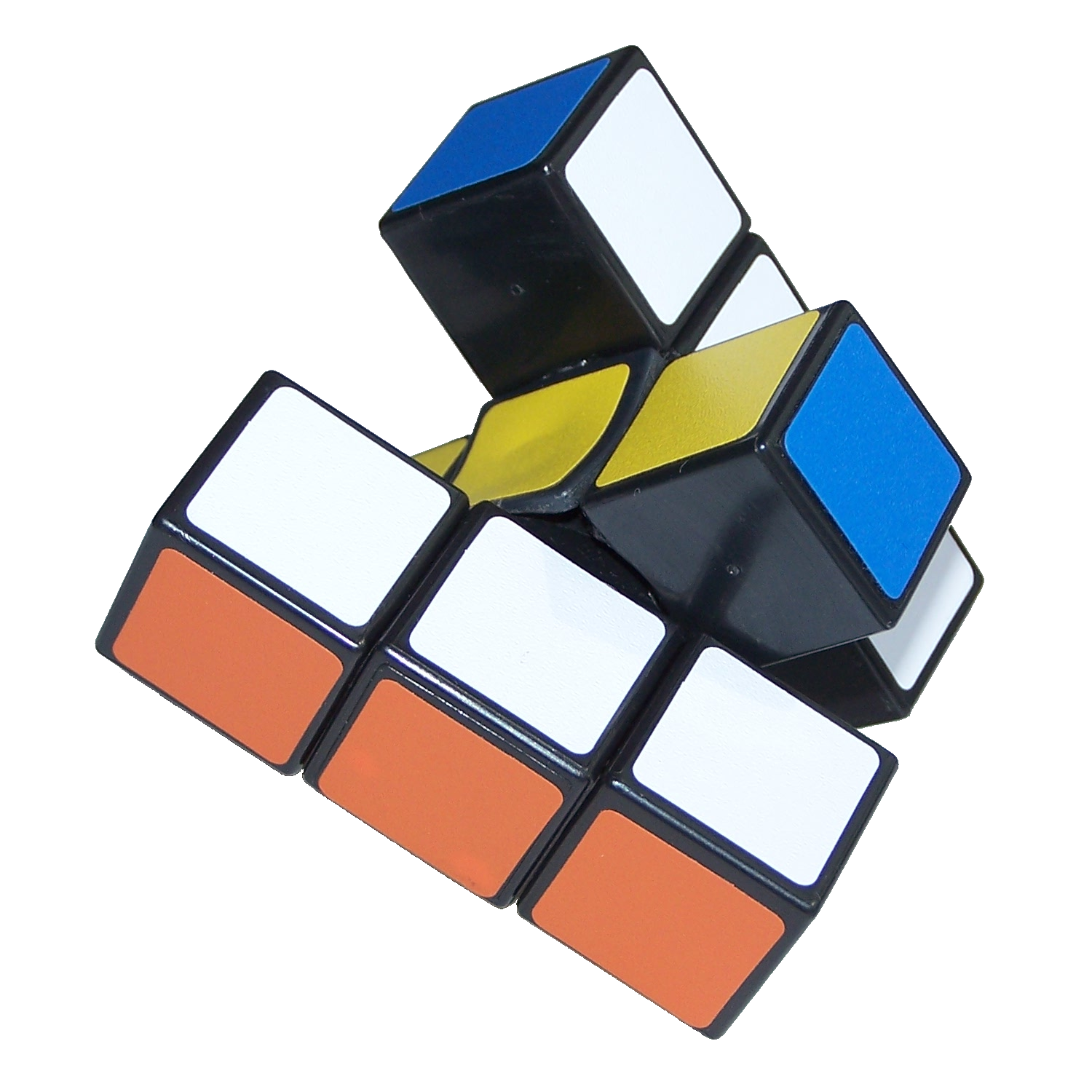
Floppycube während einer Drehung, Verbiegung der Mittelsteinabdeckungen ist deutlich zu sehen

Der Floppycube besteht aus insgesamt neun gleich großen Steinen, einem Mittelstein, vier Kantensteine und vier Ecksteine. Diese sind mit insgesamt 30 Aufklebern in sechs Farben beklebt.
Aufgrund seiner Mechanik sind, wie schon im Absatz Spielweise/Lösungen beschrieben, nur 180°-Drehungen der Seiten möglich. Die Kantensteine sind fest am Mittelstein montiert und lassen sich um ihre eigene Achse drehen. Die Ecksteine sind dagegen nicht an den anliegenden Kantensteinen befestigt, sondern ebenfalls am Mittelstein. Da nun aber ein Kantenstein genauso groß ist wie der Mittelstein, wäre eigentlich kein Platz für die Befestigung zwischen Eckstein und Mittelstein. Dieses Problem wurde dadurch gelöst, dass sich die Abdeckungen des Mittelsteins leicht verbiegen lassen, so dass zwischen dem Mittelstein-Abdeckung und dem Kantenstein noch genug Platz für die Verbindung Eckstein-Mittelstein bleibt.

## Mathematische Eigenschaften

### Mögliche Stellungen
Insgesamt gibt es vier Kanten. Sie können sich immer nur an der gleichen Position befinden (1!) und sie können allerdings zwei verschiedene Ausrichtungen haben (weiß oben, gelb unten oder genau andersherum) (daraus ergeben sich 24 Möglichkeiten).
Dazu kommen noch die vier Ecken. Sie können sich je an einer der vier Positionen befinden (ergibt 4!), dafür kann man ihre Ausrichtung nicht noch zusätzlich bestimmen (14).
Daraus folgt, dass der Floppycube 1! × 24 × 4! × 14 = 384 Stellungen vorweisen kann, allerdings nur dann, wenn auch Auseinander- und wieder Zusammenbauen erlaubt ist; es sind nämlich nicht alle Stellungen nur durch Verdrehen erreichbar. Eine solche Stellung wäre, dass nur eine einzelne Kante gekippt ist, aber der restliche Floppycube stimmt. Letztendlich ist genau die Hälfte dieser 384 Stellungen auch möglich, es gibt also 384 ÷ 2 = 192 mögliche Stellungen.

### Gottes Algorithmus
Wie bei mehreren leichteren Zauberwürfeln ist auch hier die minimale Anzahl an Zügen, die man braucht, um ihn aus jeder Stellung zu lösen – der sogenannte Gottes Algorithmus – bekannt.
| benötigte Züge | Stellungen |
| -------------- | ---------- |
| 0              | 1          |
| 1              | 4          |
| 2              | 10         |
| 3              | 24         |
| 4              | 53         |
| 5              | 64         |
| 6              | 31         |
| 7              | 3          |
| 8              | 1          |
| insg.          | 192        |

Bei der Stellung, bei der minimal acht Züge benötigt werden, um den Floppycube wieder in den gelösten Zustand zu bringen, sind nur alle Kanten falsch ausgerichtet, die Ecken und der Mittelstein stimmen komplett. Diese Situation, dass alle Kanten gekippt sind, der Rest des Zauberwürfels stimmt, wird auch als „Superflip“ bezeichnet und ist bei vielen Zauberwürfeln eine der Situationen, die am längsten brauchen, um gelöst zu werden, beim 3×3×3 Rubik’s Cube ist er auch eine der Stellungen, die die längste momentan gefundene Lösungszugfolge benötigt.

### Weitere mathematische Besonderheiten
Der Floppycube hat allerdings noch eine besondere mathematische Eigenschaft. Es gibt einen Algorithmus, also eine bestimmte Folge von einzelnen Zügen, in der man, wenn man diese Zugfolge ausführt, alle möglichen Stellungen des Floppycube sieht, und zwar jede nur ein einziges Mal. Wenn man mit einem gelösten Floppycube angefangen hat, bekommt man nach dem Ausführen dieser Zugfolge übrigens auch wieder einen gelösten Floppycube. Das heißt, dass man, wenn der Floppycube verdreht ist, diese Zugfolge einfach nur auszuführen braucht und nur nach jeder Drehung schauen muss, ob der Floppycube gelöst ist. Logischerweise ist diese Zugfolge 192 Züge lang und sieht so aus:
Wenn man die Zugfolge L FRFRFRFRFRF L FRFRFRFR L RFRFRFRFRFR L RFRFRFRFRFR L R, oder kürzer ausgedrückt: L 5(FR)F  L 4(FR)  L 5(RF)R  L 5(RF)R  L R mit W abkürzt, dann ist dieser Algorithmus WFWB WFWB.

### Gruppentheorie des 3×3×1-Würfels
Die Gruppentheorie lässt sich vom 3×3×3-Würfel auf andere Varianten des Zauberwürfels übertragen. Die Elemente der Gruppe sind dafür zumeist die Züge, die auf dem Würfel ausgeführt werden können (sowohl einzelne Ebenenrotationen als auch zusammengesetzte Züge aus mehreren Ebenenrotationen) und der Gruppenoperator ist eine Konkatenation der Züge.
Für die Betrachtung der Gruppe des 3×3×1-Zauberwürfels muss die Würfelkonfiguration festgestellt werden. Diese kann als 2-Tupel dargestellt werden, welches sich aus den folgenden Parameter zusammensetzt:
- Position der Ecksteine als bijektive Funktion (Permutation)
- Ausrichtung der Kantsteine als Vektor x

Zwei Züge {\displaystyle Z_{1}} und {\displaystyle Z_{2}} aus der Menge aller Züge {\displaystyle A_{Z}} gelten als gleich, wenn sie bei gleicher Ausgangskonfiguration des Würfels die gleiche Zielkonfiguration hervorrufen. Dafür wird die Äquivalenzrelation {\displaystyle \sim } eingeführt mit {\displaystyle Z_{1}\sim Z_{2}:=Z_{1}} und {\displaystyle Z_{2}} ergeben die gleiche Würfelkonfiguration. Diese Relation ist reflexiv, da zwei identische Züge den Würfel bei gleicher Ausgangskonfiguration in dieselbe Endkonfiguration überführen. Außerdem ist die Relation symmetrisch und transitiv, da sie der mathematischen Relation der Gleichheit ähnelt.
Mit dieser Äquivalenzrelation {\displaystyle \sim } lassen sich Äquivalenzklassen bilden, die definiert sind mit {\displaystyle [Z]:=\{Y\in A_{Z}|Y\sim Z\}\subseteq A_{Z}} auf der Menge aller Züge {\displaystyle A_{Z}}. Demnach enthält jede Äquivalenzklasse {\displaystyle [Z]} alle Zuge der Menge {\displaystyle A_{Z}}, die mit der Äquivalenzrelation {\displaystyle \sim } äquivalent zu dem Zug {\displaystyle Z} sind. Dabei ist {\displaystyle [Z]} eine Teilmenge von {\displaystyle A_{Z}}. Alle äquivalenten Elemente einer Äquivalenzklasse {\displaystyle [Z]} sind die Repräsentanten ihrer Äquivalenzklasse.
Mit diesen Äquivalenzklassen kann die Faktormenge {\displaystyle A_{Z}/\sim } gebildet werden. Sie enthält die Äquivalenzklassen aller Würfelzüge, ohne dabei gleiche Züge doppelt zu enthalten. Die Elemente von {\displaystyle A_{Z}/\sim } sind alle Äquivalenzklassen bezüglich der Äquivalenzrelation {\displaystyle \sim }. Es gilt demnach: {\displaystyle A_{Z}/\sim :=\{[Z]|Z\in A_{Z}\}}. Diese Faktormenge ist die Trägermenge der Gruppe des Würfels.
Bei dem 3×3×1-Würfel ergeben sich {\displaystyle {\frac {12!}{(12-4)!}}\cdot 4^{4}=3\ 041\ 280} mögliche Konfigurationen, was der Ordnung der Gruppe entspricht.

## Variante
Es gab auch einen 2×3×3-Quader: Rubiks Magisches Domino bestehend aus 18 Einzelwürfeln.